# Tadeusz Pizoń
Tadeusz Szczepan Pizoń (ur. 17 grudnia 1950 w Kraśniku) – polski rolnik i polityk, poseł na Sejm PRL VIII kadencji.

## Życiorys
Uzyskał wykształcenie średnie zawodowe. Prowadził gospodarstwo rolne. Był członkiem Wojewódzkiego Komitetu Zjednoczonego Stronnictwa Ludowego oraz wiceprezesem Gminnego Komitetu tej partii, a także radnym Gminnej Rady Narodowej. W latach 1980–1985 pełnił mandat posła na Sejm PRL VIII kadencji w okręgu Bydgoszcz. Zasiadał w Komisji Budownictwa i Przemysłu Materiałów Budowlanych oraz w Komisji Planu Gospodarczego, Budżetu i Finansów.
Sekretarz zarządu Ochotniczej Straży Pożarnej w Kruszach.